# Hans Harmsen
Hans Harmsen (ur. 5 maja 1899 w Berlinie, zm. 5 lipca 1989 w Bendestorf) – niemiecki profesor medycyny 
Studiował medycynę na Uniwersytecie w Marburgu i Berlinie w listopadzie 1924 uzyskał prawo wykonywania zawodu lekarza oraz doktorat, w 1939 uzyskał habilitację na Uniwersytecie w Berlinie. Już w latach 20. XX w. głosił konieczność zabijania nie tylko chorych umysłowo, ale także niepełnosprawnych fizycznie (m.in. niewidzących lub niesłyszących), uważając że te choroby są przekazywane potomstwu, osłabiając społeczeństwo, w dodatku utrzymywanie i leczenie tych chorych generuje zbyt duże koszty finansowe. W 1942 został wcielony do Wehrmachtu jako konsultant higienista i pracował w Afryce Północnej, na Bałkanach oraz w dywizji pancernej na froncie wschodnim. Ponieważ jednak nie był członkiem NSDAP mógł bez przeszkód kontynuować swoją karierę. W 1946 został profesorem higieny ogólnej i społecznej na Uniwersytecie w Hamburgu. Po wojnie został wybrany do Rady Doradczej Niemieckiego Towarzystwa do Walki ze Stwardnieniem Rozsianym, a także mianowany dyrektorem monachijskiego Instytutu Higieny, ordynatorem uniwersyteckiego wydziału higieny, przewodniczącym Towarzystwa im. Barlacha oraz Niemieckiego Towarzystwa Małżeństwa i Rodziny Pro Familia.